# 山田晃子
山田 晃子（やまだ あきこ、1986年 - ）は、東京都生まれの日本のヴァイオリニストである。パリを本拠に、ヨーロッパを中心に演奏活動を行っていた。2002年、ロン・ティボー国際コンクールを史上最年少16歳にて優勝。

## 幼少時代
2歳の時、父の転勤によりロンドンへ移り、ロンドン在住中の3歳の時にヴァイオリンを始めた。1993年に帰国し、日本の小学校に1年間通ったが、再び父の転勤により、7歳の時にパリへ渡った。パリでは公立小学校とパリ市立音楽院に入学した。在院中からパリ各地の演奏会に参加し、ルーブル美術館ホール、ノートルダム大聖堂、レイモン・ガロワ・モンブラン追悼演奏会等にいずれも最年少で出演した。また、フランス・テレビジョンのドキュメンタリー番組に取り上げられ、幼少の頃からフランス音楽界の注目を集めた。

## パリ国立音楽院時代
2000年、13歳でパリ国立音楽院
（CNSMDP) に入学し、2005年に最優秀で卒業した。
2002年からは、オランダ・ロッテルダムでヘルマン・クレッバース、スイス・バーゼルでハンスハインツ・シュネーベルガーに師事した。
在学中、1998年にパリ・エティエンヌ・ヴァトロー国内コンクールでの優勝をはじめ、2000年にアヴィニョン国際コンクール、続いてドゥエ国際コンクールで優勝、 2001年にスイス・モリナリ国際コンクール、2002年にザルツブルク・モーツァルト国際コンクールで第2位、ヤング・コンサート・アーティストオーディション国際コンクールのフランス・パリ編で優勝、アメリカ・ニューヨーク編で受賞及び審査員特別賞、2002年ロン・ティボー国際コンクールを史上最年少で優勝、
同年にフランス国立放送フィルハーモニー管弦楽団からベストパフォーミング・アーティスト賞を受賞、 後に、ミュンヘン国際音楽コンクールで第2位、及び聴衆賞を受賞。2005年ドイツ・オスナブリュック音楽賞、2005年、2008年オランダ・ヘルマン・クレッバース賞を受賞。
2003年パリ・シャンゼリゼ劇場でクルト・マズア指揮、フランス国立管弦楽団と演奏し高い評価を得られ、ヨーロッパ各地で現在も度々再放映されている。
2004年、オランダ・アムステルダム・コンセルトへボウでのライブ演奏がオランダ国内で放送され話題となり、その後視聴者アンケートにより ベスト・ライブ・レコーディングのベスト3に選ばれた。
2005年、ドイツ・フランクフルトでのリサイタルをはじめ、ヨーロッパツアーでのリサイタル・デビューを果たした。
2006年、ベルリン・フィルの団員のメンバーと室内楽を組み、ドイツ国内ツアーを行い成功を収めた。中でもシュロス・エルマウ、ミュンヘン・ヘラクレス・ザールとコンツェルトハウスベルリンホールでの演奏は反響が大きく地方新聞に大きく取りあげられた。
ミュンヘンでベラ・バルトークのヴァイオリン・ソロ・ソナタを演奏した際に会場で聴いていたヨゼフ・スークが絶賛し、後にイギリスを拠点とする月刊クラシック音楽雑誌「the strad」のインタビューでコメントを残している「[...] 彼女のバルトークのようなエキサイティングな演奏はここ数年聴いていない [...] 珍しい宝石を見つけたような気持ちになった。」
日本国内のオーケストラをはじめ、フランス国立管弦楽団 、フランス国立放送フィルハーモニー管弦楽団、リヨン国立管弦楽団、バイエルン放送交響楽団、MDR交響楽団、ミュンヘン室内管弦楽団、ミュンヘン・フィルハーモニー管弦楽団、フランクフルト放送交響楽団 、ライプツィヒ放送交響楽団、ドイツ室内フィルハーモニー管弦楽団、モーツァルテウム管弦楽団等と共演を果たし、またドイツ国営放送主催のツアー、フランス、スイス、オランダ、オーストリア、イタリア、ギリシャでのソロ・リサイタルでも成功を収めている。
室内楽では、ギドン・クレーメル との共演をはじめ、オレグ・マイセンベルク 、 
ムスティスラフ・ロストロポーヴィチ 、ユーリ・バシュメット 、マルタ・アルゲリッチ 、エドゥアルト・ブルンナー 、ルーカス・ハーゲン 、ジェラール・コセ 、ユリウス・ベルガー 、メナヘム・プレスラー 、クリストフ・ポッペン、ミカラ・ペトリ 、エレナ・バッシリエヴァ 、ヴォルカー・アルトマン 、今井信子 、野平一郎 、清水直子 、伊藤恵、児玉桃各氏等、弦楽器のみならず管楽器・声楽及び古典楽器奏者と共演している。
ギドン・クレーメルの招待で出演、共演したオーストリアのロッケンハウス・フェスティバルでは同音楽祭の２５周年記念ドキュメンタリーに独占インタビューで出演した。
左手の不調のためレコード会社との契約を全て断っていたが、活動休止前に
クラシック・プロダクション・オスナブルック (Classic Produktion Osnäbruck) のワールド・プレミアとして、ゴットフリード・ヘンドリック・マンの『ヴァイオリン・コンチェルト』のレコーディングにゲスト出演をしている。　(2013年12月20日ヨーロッパ発売)
その他、スザンヌ・ゲスネル、シュムエル・アシュケナジ、ミシェル・オークレール、ジェラール・プーレ、フランツ・ヘルメルソンにも指導を受けている。
2004年から2009年まで1729年製ストラディヴァリウス「レカミエ」を使用している。

## 現在
2006年頃から左手の局所性ジストニアを患い、その後も演奏活動を続けていたが、現在は活動休止に入っている。
2005年のミュンヘン国際音楽コンクールで第2位 及び視聴賞を受賞したが、その時点で局所性ジストニアの兆候があったとのことである。
2013年にアメリカを拠点とするアート雑誌 Art+Auction - Blouin Artinfoでのインタビューで自身の左手の麻痺を公表、心境を語っている。